# Tourisme en Antarctique

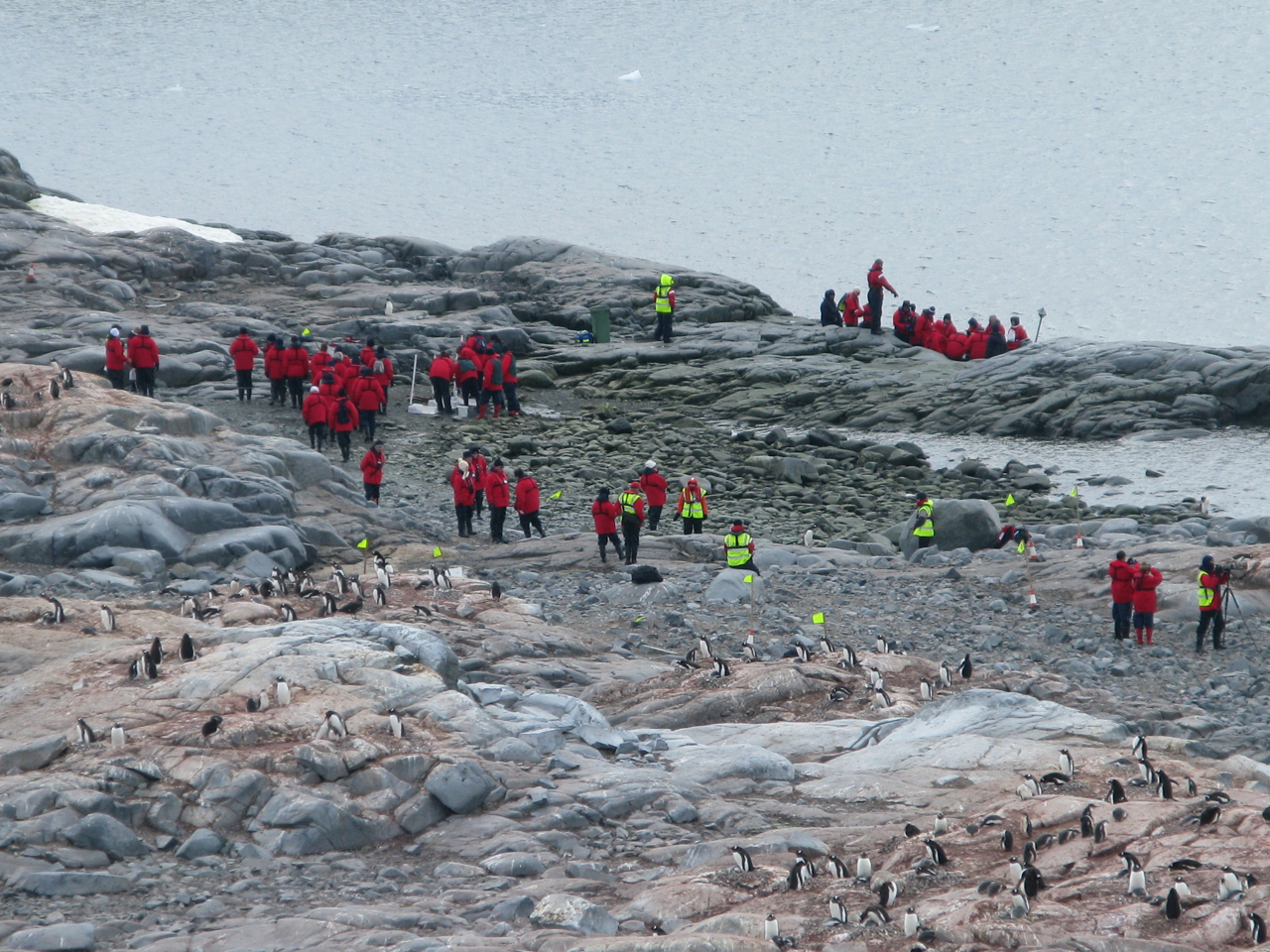
Touristes sur l'île de Cuverville, 2009.

Le tourisme en Antarctique existe depuis 1957 et est régulé par l'Association internationale des voyagistes antarctiques (IAATO). Les voyages sont principalement réalisés sur des navires de croisière au départ de Punta Arenas, de Ushuaïa et de Port Stanley à destination de toutes les régions côtières des îles Shetland du Sud et de la péninsule Antarctique mais aussi effectués par des vols aériens.
L'accès à l'Antarctique est réglementée par le traité de l'Antarctique et par extension par le protocole de Madrid. En tant que signataire, la France a désigné son préfet, administrateur supérieur des Terres australes et antarctiques comme autorité compétente. Les délivrances des autorisations d'activité en Antarctique doivent être adressées aux TAAF.
En 1990, le continent a accueilli 3 000 touristes. Lors de la saison 2009-2010, le nombre de touristes a été de 36 875 — dont 32,4 % en provenance des États-Unis, 14,1 % de l'Allemagne et 10,3 % du Royaume-Uni — accompagnés par 20 086 personnels navigants et encadrés par 2 455 officiers (capitaines, pilotes...). En 2014, ce nombre atteint 37 000. Durant la dernière saison touristique avant le Covid-19, 74 000 visiteurs se sont rendus sur le continent austral.
Construit en 1969 et spécialement conçu pour la navigation dans les eaux polaires, le navire de croisière Explorer coule — il n'y aura aucune victime — après avoir heurté un iceberg le 23 novembre 2007 dans le détroit de Bransfield. C'est le premier navire de croisière qui sombre dans les eaux de l'océan Austral.
En 2011, l'utilisation et le transport de fioul lourd autour de l'Antarctique sont désormais interdits par l'Organisation maritime internationale (OMI). En conséquence, certaines compagnies maritimes telles que Holland America Line, Princess Cruises, Celebrity Cruises, Regent Seven Seas Cruises et Crystal qui possèdent de grands navires, ne proposent plus de croisières en Antarctique. En parallèle, les débarquements de passagers y seront limités à 100 personnes pour une durée de trois heures maximum. 